# Код куће (филм из 2015)
Код куће (енгл. Home) је амерички рачунарски-анимирани научнофантастично-хумористички филм из 2015. године продуциран од стране DreamWorks Animation-а и дистрибуиран од стране 20th Century Fox-а. Слабо заснован на дечјој књизи The True Meaning of Smekday Алекса Рекса из 2007. године, филм је режирао Тим Џонсон из сценарија Тома Ј. Астла и Мета Ембера и гласове позајмљују Џим Парсонс, Ријана, Стив Мартин, Џенифер Лопез и Мет Џоунс. Прича се одвија на блиској будућности планете Земље, где је ванземаљска раса звана Був напала планету. Међутим, промућурна људска девојчица по имену Тип успева да избегне заробљавање и одлази у бег са Оом, бегунцем Бувом и заједно њих двоје стварају мало вероватно пријатељство док траже Типину мајку и избегавају заробљавање Бува.
Филм је објављен у биоскопима 27. марта 2016. године. Филм Код куће је промовисан објављивањем четвороминутног кратког филма под називом Скоро код куће, који је раније био приказиван у биоскопима пре DreamWorks Animation-овог филма Господин Пибоди и Шерман и Blue Sky Studios-овог филма Рио 2 2014. године. Премијера је била на Болдерском међународном филмском фестивалу 7. март 2015. године. Поред позајмљивања гласа у филму, Ријана је такође створила и истоимени концептуални албум. Саундтрек такође садржи гостујуће вокале Џенифер Лопез, између осталих, и подржала су га два сингла, „Towards the Sun” и „Feel the Light”. Филм Код куће је добио помешане критике критичара и зарадио 385 милиона америчких долара широм света. Филм је објављен у биоскопима 26. марта 2015. године, синхронизован на српски, од стране MegaCom Film-а.
Netflix-ова оригинална серија је објављена 29. јула 2016. године која се дешава након догађаја у филму. Користи ручно цртану анимацију и нико од оригиналних глумаца (осим Џоунса) није поновио своје улоге.

## Радња
Претерано оптимистична и помало неспособна ванземаљска раса Був, коју предводи Капетан Смек, бежи од смртних непријатеља и доспева на Земљу. Убеђени да чине услугу људској раси, почињу да исељавају људе са Земље. Међутим, сналажљива девојчица Тип успева да избегне заробљавање. Док бежи, друштво јој прави прогнани Був под именом Оу, који је случајно обавестио смртне непријатеље ванземаљце да се Був раса крије на Земљи.
Прича о ванземаљској врсти Був, која долази на Земљу и одлучује да ту планету назову домом јер им се пуно допала. Одмах окружују људе и селе их на друго место. Оу није нарочито популаран међу својом врстом и делује као да ништа не ради како треба. Оу случајно шаље позивницу за забаву читавом универзуму, што значи да Бувове могу пронаћи непријатељи. На крају, Оу постане бегунац, а уколико га вођа и капетан Смек пронађе, Оу ће бити у великој невољи. Оу упознаје сналажљиву девојчицу Тип која живи сама. Њена мама је настала, баш као и сви остали, и Тип жели да је пронађе. У почетку се Оу и Тип не слажу најбоље и делује као да немају ништа заједничко. Када се Тип пожали да јој недостаје мама, мали ванземаљац (који говори на веома необичан начин) јој каже: „Бувови немати моју маме”. Постепено се спријатељују и крећу у велику авантуру.

## Улоге
| Улога        | Оригинални глас | Српски глас    |
| ------------ | --------------- | -------------- |
| Оу           | Џим Парсонс     | Иван Зекић     |
| Тип          | Ријана          | Сара Јовановић |
| капетан Смек | Стив Мартин     | Марко Марковић |
| Луси         | Џенифер Лопез   | Аница Добра    |
| Кајл         | Мет Џоунс       | Зоран Ћосић    |